# Benito Juárez (Chihuahua)
Benito Juárez es una localidad del estado mexicano de Chihuahua. Es parte del municipio de Namiquipa.

## Toponimia
El nombre de la localidad rinde homenaje a Benito Juárez, presidente de México durante la Guerra de Reforma.

## Demografía
| Gráfica de evolución demográfica |
|                                  |

| Censo | Población |
| ----- | --------- |
| 1980  | 3 232     |
| 1990  | 2 901     |
| 2000  | 2 126     |
| 2010  | 1 967     |
| 2020  | 2 017     |